# جويل شيبرد
جويل شيبرد (بالإنجليزية: Joel Shepherd)‏ هو مؤلف وكاتب أسترالي، ولد في 1974 في أديلايد في أستراليا.